# 寶麗廣塲
寶麗廣塲（BELLAVITA），是一位於台灣臺北市信義計畫區的購物中心，2009年9月21日開幕啟用。

## 簡介

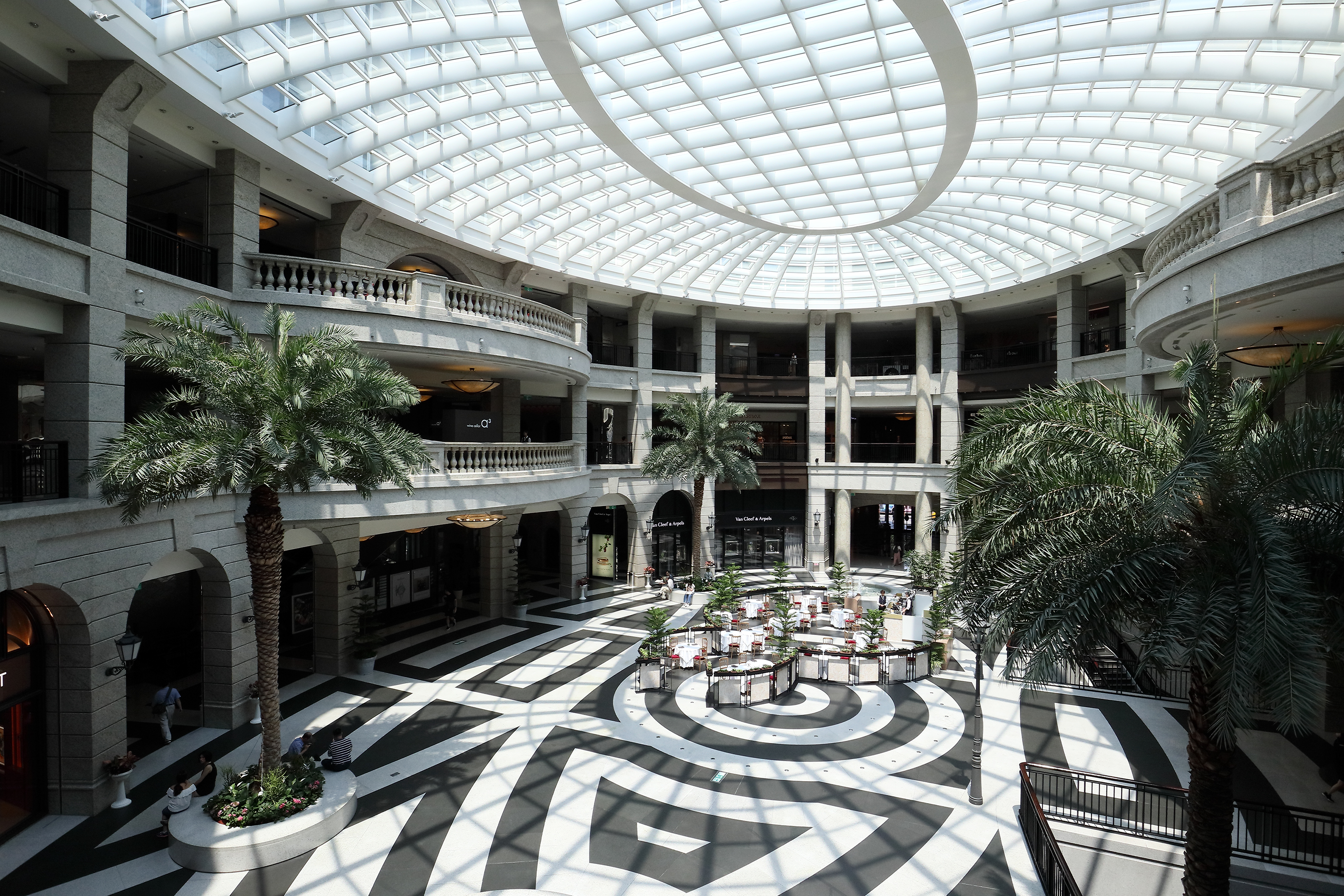
寶麗廣塲室內中庭

耗資約新台幣90億元的寶麗廣塲於2009年落成啟用，其幕後經營單位震怡股份有限公司，是廣達集團副董事長暨總經理梁次震的夫人梁秀卿與三位女兒所共同經營，並由梁秀卿掛名董事長職務。寶麗廣塲初啟用時原本只有外文命名「BELLAVITA」，媒體俗稱貴婦百貨。直至2010年才正式賦予中文命名「寶麗廣塲」。

## 樓面介紹
| 樓層 | 樓層介紹                          |
| ---- | --------------------------------- |
| 6F   | 勞瑞斯牛肋排餐廳                  |
| 5F   | 侯布雄法式餐廳                    |
| 4F   | 合鍋物︱Fine Stone Cafe & Jewelry |
| 3F   | 生活品味                          |
| 2F   | 流行時尚                          |
| 1F   | 經典名品                          |
| B1   | 藝文空間                          |
| B2   | 美食廣場                          |

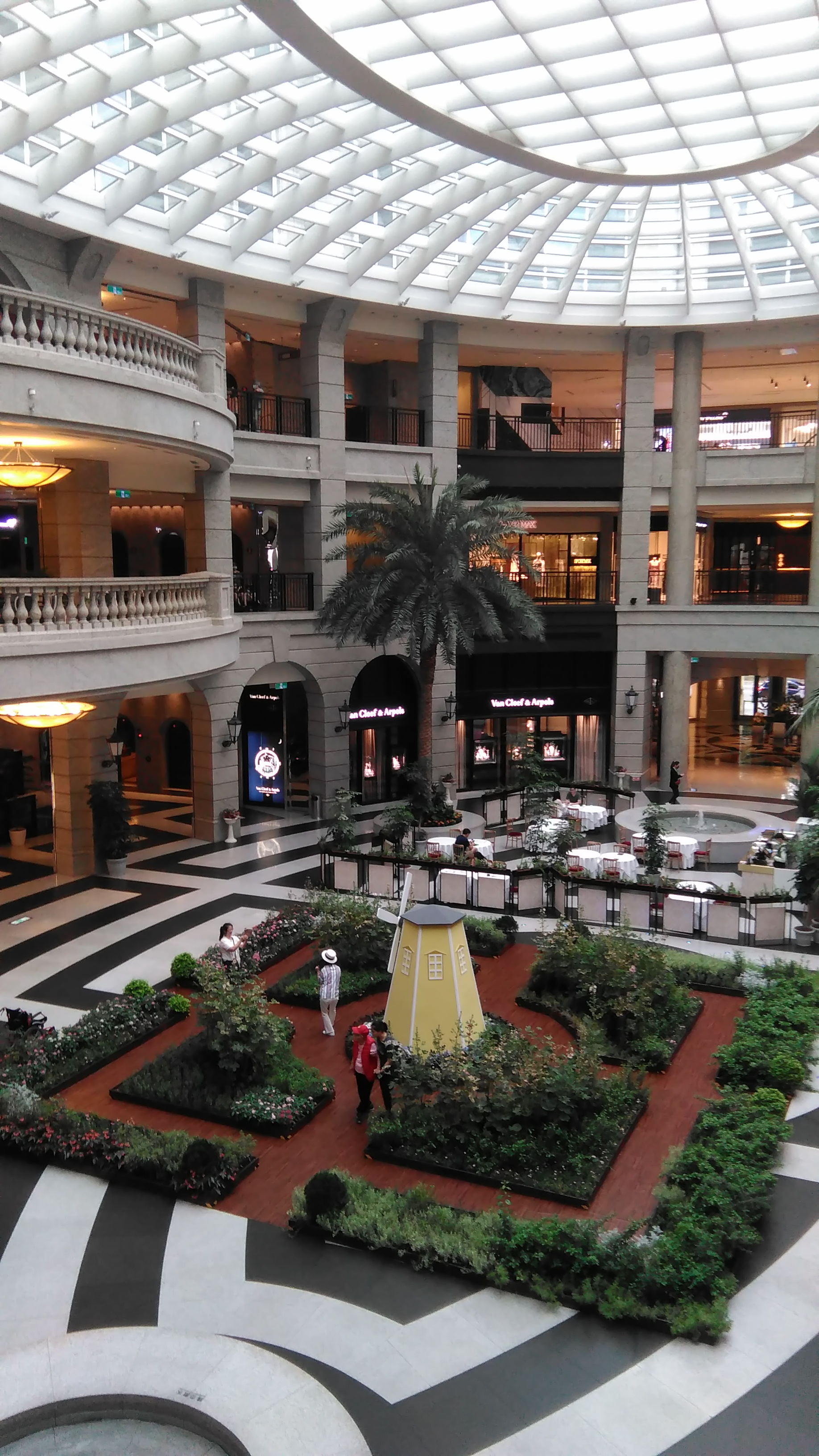
1F室內中庭花園廣場
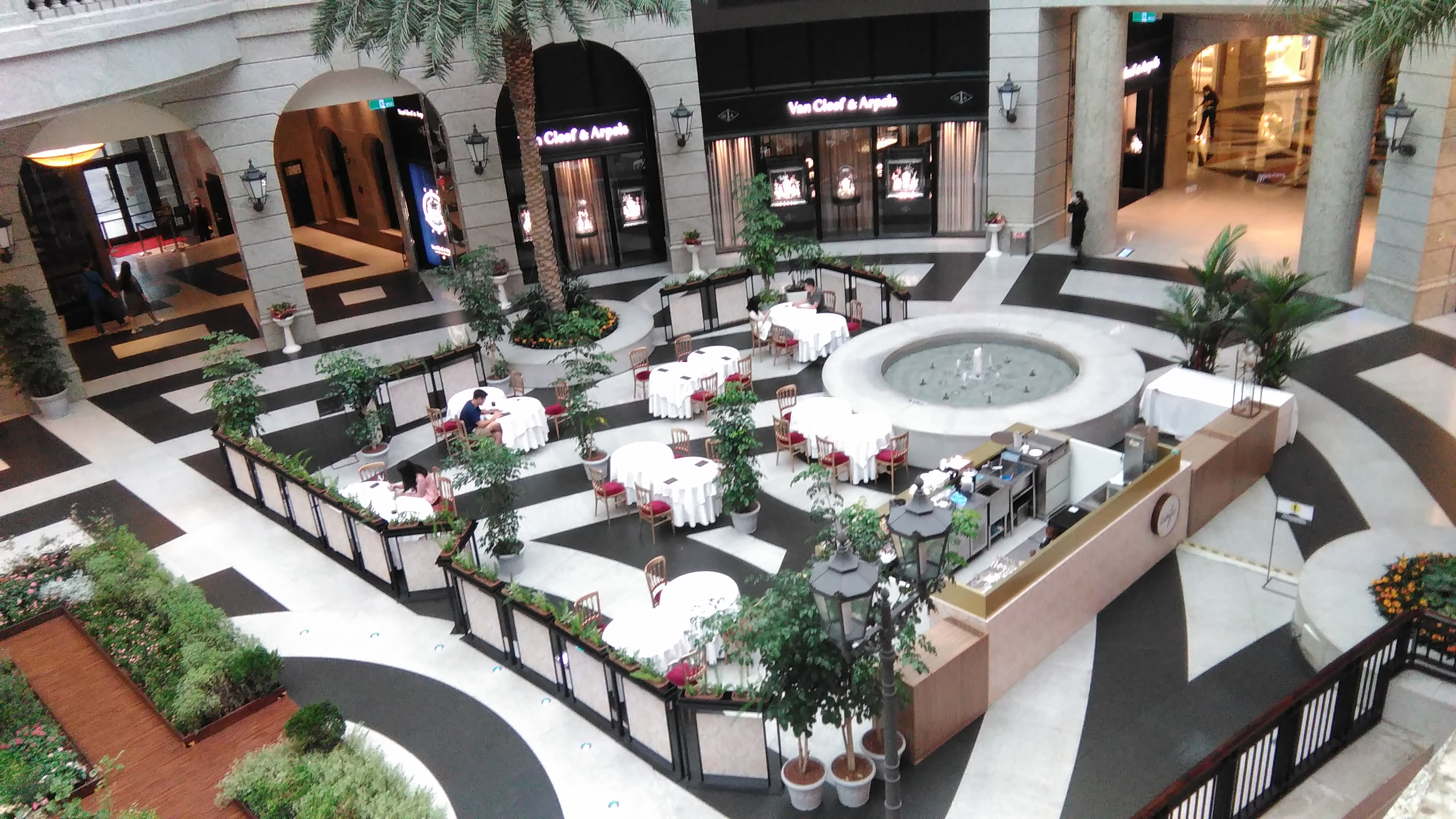
1F室內中庭露天餐廳
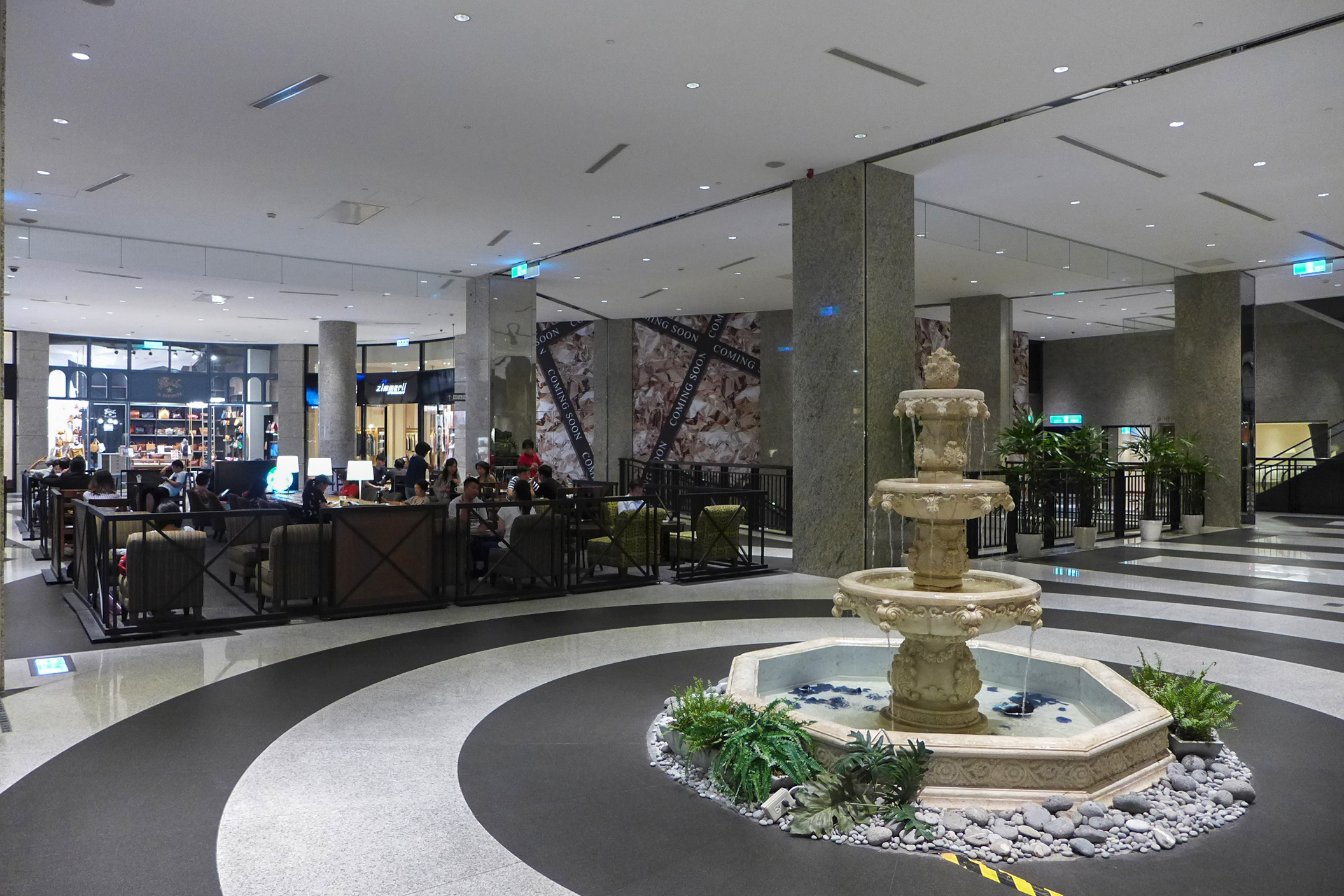
B1層藝文空間
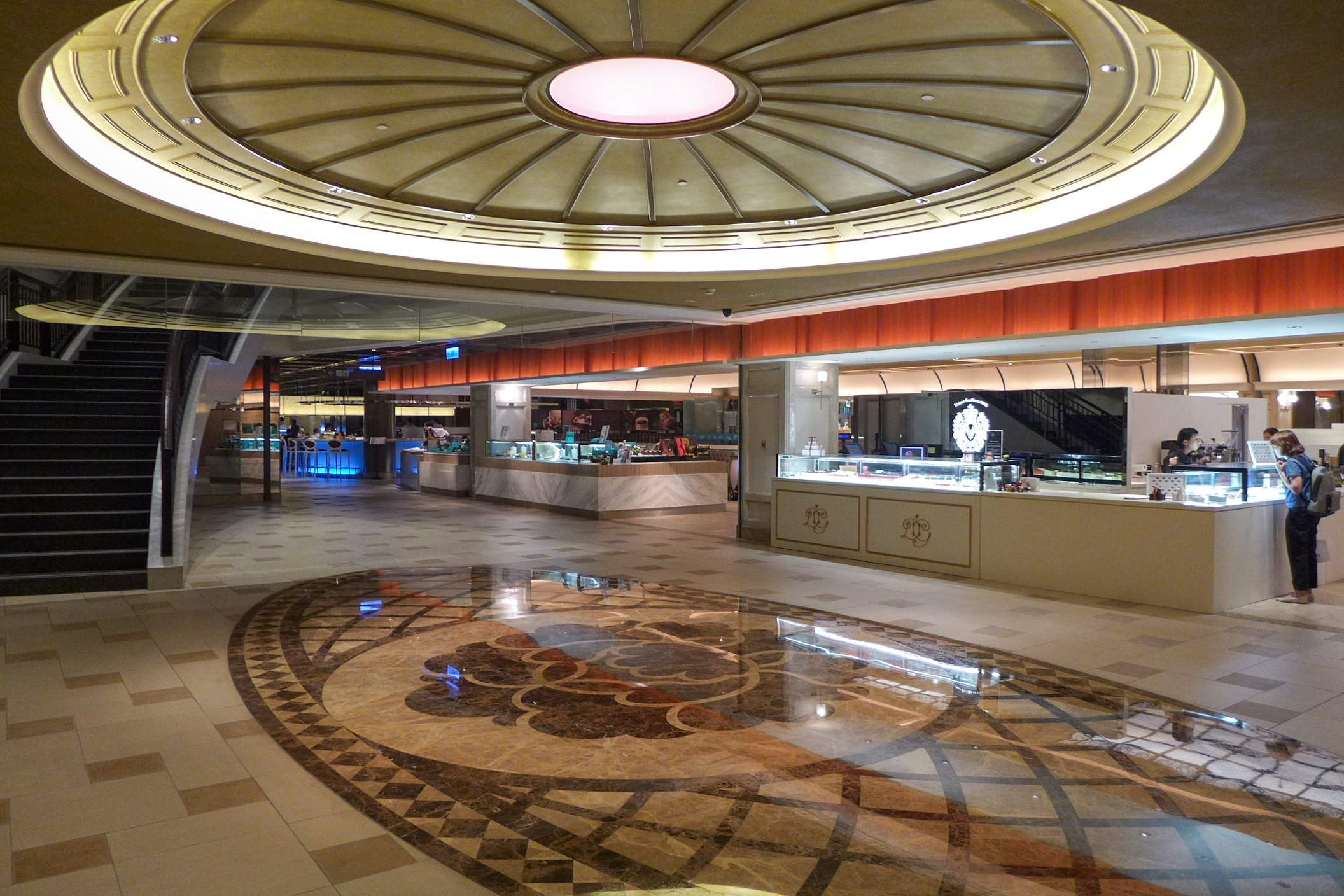
B2層美食廣場
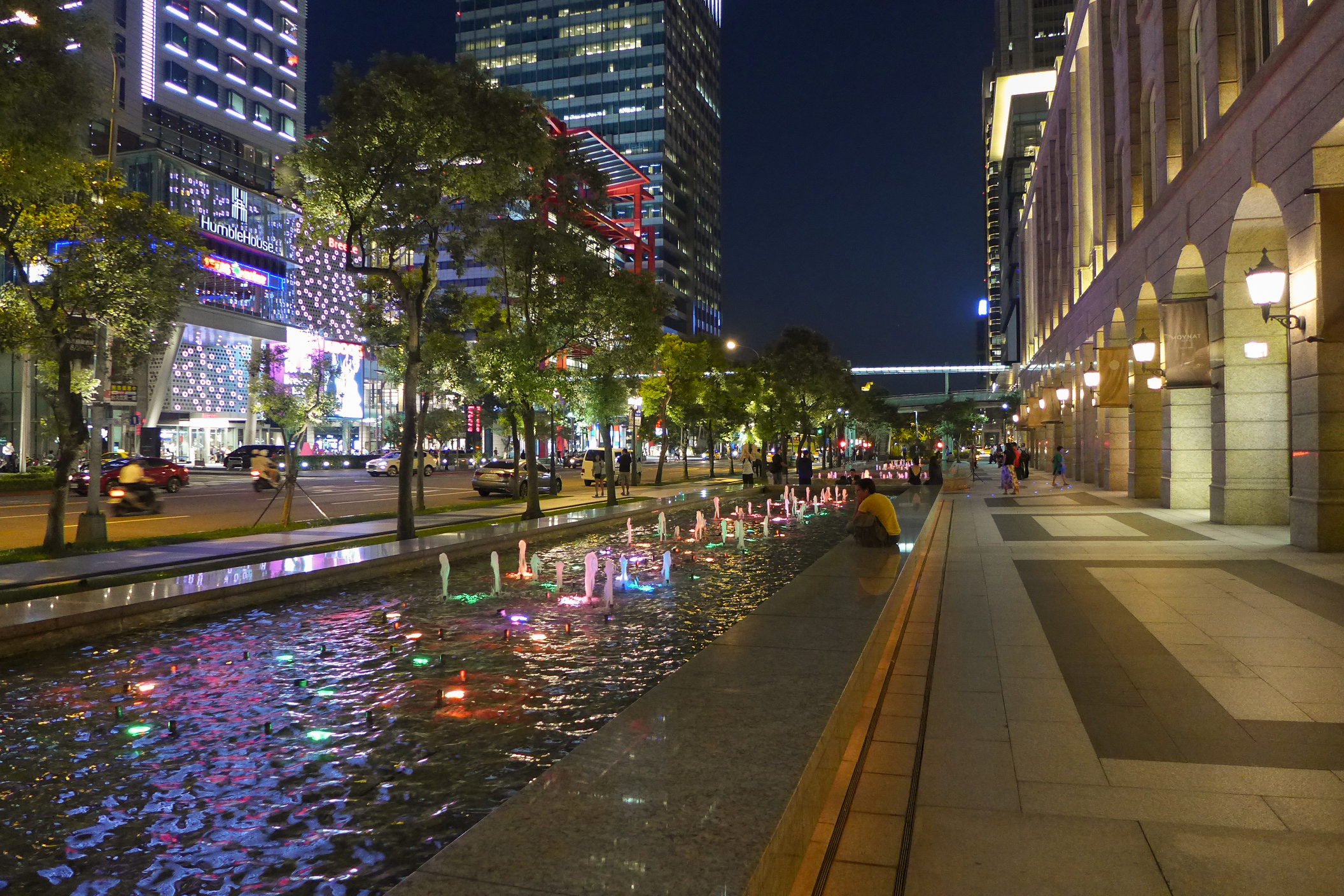
商場外開放空間的噴水池

## 外部連結
- BELLAVITA MALL 寶麗廣塲 （页面存档备份，存于）（繁體中文）（简体中文）（英文）
- 寶麗廣塲的Facebook專頁
- 台灣公司資料 （页面存档备份，存于）